# Adele d'Inghilterra
Adele d'Inghilterra, nota anche come Adele di Normandia o Adele di Blois (in francese Adèle d'Angleterre, de Normandie o de Blois; Normandia, 1067 circa – Marcigny, 8 marzo 1137), fu contessa consorte di Blois, Châteaudun, Chartres e Meux, dal 1089 al 1102, poi fu reggente per conto del figlio Tebaldo, per altri dieci anni circa.

## Origine

Blasone della Contea di Blois.

Sia secondo il monaco e cronista normanno Guglielmo di Jumièges, autore della sua Historiæ Normannorum Scriptores Antiqui, che secondo il cronista e monaco benedettino dell'abbazia di Malmesbury, nel Wiltshire (Wessex), Guglielmo di Malmesbury e il monaco e cronista inglese, Orderico Vitale, ed ancora il cronista e monaco benedettino inglese, Matteo di Parigi, era figlia del duca di Normandia e re d'Inghilterra, Guglielmo il Conquistatore, e di Matilde delle Fiandre (1032 - 1083), che, secondo la Genealogica Comitum Flandriæ Bertiniana, era figlia di Baldovino V, conte delle Fiandre, e della sorella del re di Francia, Enrico I, Adele di Francia, che secondo la Genealogiæ Scriptoris Fusniacensis era figlia del re di Francia, Roberto II, detto il Pio.
Guglielmo il Conquistatore, sempre secondo Guglielmo di Jumièges, era l'unico figlio (illegittimo) del sesto signore della Normandia, il quarto ad ottenere formalmente il titolo di Duca di Normandia, Roberto I e della sua concubina(un'unione secondo il more danico o uso vichingo, quindi pagano) Herleva di Falaise detta anche Arletta (1010 circa –1050 circa), di umili origini, che, secondo Guglielmo di Jumièges, era la figlia di Fulberto o Herberto, un cameriere del duca (Herleva Fulberti cubicularii ducis filia) e della moglie Duda o Duwa, come ci conferma la Chronica Albrici Monachi Trium Fontium.
Suoi fratelli furono i re d'Inghilterra, Guglielmo il Rosso e Enrico Beauclerc e il duca di Normandia, Roberto il Corto o il Cortacoscia.
Fu inoltre la madre di: Tebaldo il Grande, conte di Blois e conte di Champagne; Stefano, re d'Inghilterra; Enrico, vescovo di Winchester e legato papale per l'Inghilterra.

## Biografia
La sua data di nascita è stata sempre considerata tra il 1060 e il 1064, ma potrebbe anche essere nata dopo la conquista dell'Inghilterra da parte di suo padre. Fu tra i figli più giovani del Conquistatore e fu la sorella preferita dal quasi coetaneo re d'Inghilterra, Enrico Beauclerc, con cui molto probabilmente fu educata, anche nello studio del latino però non è molto chiaro l'ordine di nascita di Adela poiché Orderico Vitale la elenca sia come quarta figlia femmina, anche Guglielmo di Jumièges la cita come quarta femmina, mentre Matteo di Parigi, la cita come la figlia femmina terzogenita come anche Guglielmo di Malmesbury.
Tutti i cronisti dell'epoca confermano che Adela fu data in sposa a Stefano Enrico, che secondo l'Hugonis Floriacensis, Liber qui Modernorum Regum Francorum continet Actus era il figlio primogenito ed erede del conte di Blois, di Chartres, di Châteaudun, di Tours, di Provins, di Sancerre, di Meaux e di Troyes, Tebaldo III di Blois e di Gondrada, di cui non si hanno notizie circa la sua ascendenza.
Il matrimonio viene confermato, oltre che dall'Hugonis Floriacensis, Liber qui Modernorum Regum Francorum continet Actus, anche da Guglielmo di Jumièges, da Matteo di Parigi, che la descrive come una donna molto pia e da Guglielmo di Malmesbury, che ce la presenta come una donna molto intraprendente e decisa; Orderico Vitale ci narra che il padre di Adele, Guglielmo il Conquistatore, volendo allearsi con il conte di Blois, quest'ultimo chiese la mano di Adela per il proprio figlio, Stefano Enrico; accettata la proposta, il fidanzamento fu concordato a Breteuil e, nel 1081, il matrimonio fu celebrato a Chartres.
Nel 1089, alla morte del suocero di Adele, Tebaldo, il marito, Stefano Enrico, che era il primogenito, ereditò le contee di Blois, di Chartres, di Châteaudun, e di Meux, e la signoria di Sancerre, mentre i fratellastri, Oddone, secondogenito, ereditava le contee di Meaux, e di Vitry e Ugo, ultimogenito, ereditava la contea di Bar-sur-Aube.
Adele aiutò il marito nel governo delle contee e quando Stefano Enrico, nel settembre del 1096, partì per la Terra santa, per la prima crociata assieme al cognato, il duca di Normandia, Roberto II, alla guida di un contingente di anglo-normanni e britanni, Adele fu la reggente di tutti i possedimenti del marito.
Stefano Enrico però, durante l'assedio di Antiochia, assieme ad altri crociati, ritenendo la loro situazione molto debole e la sconfitta certa, nel giugno del 1098, abbandonò i suoi compagni d'armi e riprese la via del ritorno a casa e quando incontrò il basileus di Costantinopoli, Alessio I Comneno gli riferì che la situazione era disperata convincendolo a tornarsene a Costantinopoli. Secondo il cronachista della Prima Crociata, Alberto di Aquisgrana però Stefano aveva abbandonato l'assedio perché era malato.
Poiché Stefano era tornato a casa senza adempiere il suo voto, Adele lo spinse ad unirsi alla Crociata del 1101 (Alberto di Aqisgrana dice che lo fece per fare penitenza), riuscendo ad arrivare a Gerusalemme, dove morì nella difesa della città dagli attacchi del visir egiziano Al-Afdal Shahanshah al neonato regno di Gerusalemme. Secondo Alberto di Aquisgrana fu catturato e decapitato nella seconda Battaglia di Ramla del 1102., dopo essere stato assediato nella torre della città.

Dopo la morte del marito, siccome il figlio maggiore, Guglielmo, era di capacità intellettiva ritardata e balbuziente, Adele, per i suoi problemi mentali, lo diseredò (la nota al testo di Orderico Vitale accenna anche ad intrighi di Adele) e nominò erede il figlio maschio secondogenito, ancora minorenne, Tebaldo, divenendone la tutrice e governò le contee in nome del figlio per una decina d'anni.
In quello stesso periodo mise il figlio più giovane, Enrico, nel convento di Cluny. Mentre l'altro figlio Stefano fu inviato, nel 1111, alla corte d'Inghilterra presso lo zio, Enrico I, dove ottenne molti privilegi, sia in Inghilterra che in Normandia.
Adele, nel 1120, dopo che i figli ormai avevano raggiunto una buona posizione si ritirò nel monastero di Marcigny, come ci confermano sia Matteo di Parigi che Guglielmo di Malmesbury. In quello stesso anno, la figlia, Lucia-Mahaut di Blois perì, il 25 novembre 1120, al largo della costa normanna del Cotentin, nel naufragio notturno, a causa dell'urto contro uno scoglio affiorante della Nave Bianca, con circa trecento persone a bordo, tra le quali un centinaio di nobili importanti. Tra le vittime, oltre a Lucia-Mahaut e suo marito, il 2º conte di Chester, Riccardo d'Avranches, c'erano anche tre figli di suo fratello, Enrico I d'Inghilterra, il suo erede, Guglielmo Adelin, e due figli illegittimi di Enrico, Riccardo e Matilda.
Adele morì, nel 1137, dopo aver avuto la soddisfazione di vedere i suoi tre figli, Tebaldo il Grande, conte di Blois diventare anche conte di Champagne, Stefano, re d'Inghilterra, Enrico, vescovo di Winchester e legato papale per l'Inghilterra.
Adele fu inumata a Caen vicino alla tomba di sua madre, con la semplice dicitura «Adèle, fille du roi» (Adele, figlia del re). Secondo gli Obituaires de Sens Tome II, morì l'8 marzo.

## Figli
Adele a Stefano Enrico diede undici figli:
- Guglielmo[20] (circa 1090-1150), che Orderico Vitale definì uomo buono e pacifico[35], era genero ed erede di Gilles di Sully[35] (infatti aveva sposato Agnese di Sully[30]) ed ebbe discendenza[35]; di capacità intellettiva ritardata e balbuziente, la madre lo diseredò[30];
- Agnese (? - dopo il 1129), sposò il visconte di Chartres Ugo signore di Puiset[36];
- Tebaldo il Grande[20] (1093-1151), conte di Blois (col nome di Tebaldo IV) e conte di Champagne (col nome di Tebaldo II);
- Stefano[20] (1097-1154), re d'Inghilterra;
- Oddone (? - dopo il 1106), morto giovane. Morì il giorno di Natale[37];
- Enrico[20] (circa 1098-1171), prima monaco a Cluny, poi abate di Glastonbury e infine vescovo di Winchester e legato papale per l'Inghilterra;
- Lucia-Mahaut o Matilde (?-1120), che sposò nel 1115 il 2º conte di Chester, Riccardo d'Avranches (1094-1120); entrambi morirono nel naufragio della nave Bianca, il 25 novembre 1120[38];
- Adelaide, chiamata Lithuise, sposò, in seconde nozze, nel 1112, Milone il Grande, signore di Montlhéry; divorziarono nel 1113[39];
- Eleonora (? - dopo il 1148), che sposò verso il 1120 Raul I di Vermandois[34], che in seguito, nel 1142, la ripudiò per sposare Petronilla d'Aquitania. Suo fratello Tebaldo il Grande fece guerra all'Aquitania per onorare la sorella, questa finì nel 1144 con la sconfitta di Tebaldo;
- Alice di Blois (?-1145) sposò Rinaldo III conte di Joigny
- Filippo (?-1100), vescovo di Châlons-sur-Marne

## Culto
Era una donna profondamente religiosa e benefattrice di diverse chiese e monasteri, e viene venerata come santa dalla chiesa cattolica, con la memoria liturgica fissata al 24 febbraio

## Ascendenza
|                           |                        |                       | Genitori                    |  |  | Nonni |  |  | Bisnonni                 |  |  | Trisnonni               |  |
|                           |                        |                       |                             |  |  |       |  |  | Riccardo II di Normandia |  |  | Riccardo I di Normandia |  |
|                           |                        |                       |                             |  |  |       |  |  | Riccardo II di Normandia |  |  | Riccardo I di Normandia |  |
|                           |                        | Gunnora di Normandia  |                             |  |  |       |  |  | Riccardo II di Normandia |  |  |                         |  |
| Roberto I di Normandia    |                        |                       |                             |  |  |       |  |  | Riccardo II di Normandia |  |  |                         |  |
|                           |                        | Giuditta di Bretagna  | Conan I di Bretagna         |  |  |       |  |  |                          |  |  |                         |  |
|                           |                        | Giuditta di Bretagna  | Conan I di Bretagna         |  |  |       |  |  |                          |  |  |                         |  |
|                           |                        | Giuditta di Bretagna  | Ermengarde-Gerberga d'Angiò |  |  |       |  |  |                          |  |  |                         |  |
| Guglielmo I d'Inghilterra |                        | Giuditta di Bretagna  |                             |  |  |       |  |  |                          |  |  |                         |  |
|                           |                        | Fulbert di Falaise    | …                           |  |  |       |  |  |                          |  |  |                         |  |
|                           |                        | Fulbert di Falaise    | …                           |  |  |       |  |  |                          |  |  |                         |  |
|                           |                        | Fulbert di Falaise    | …                           |  |  |       |  |  |                          |  |  |                         |  |
| Herleva                   |                        | Fulbert di Falaise    |                             |  |  |       |  |  |                          |  |  |                         |  |
|                           |                        | Duda                  | …                           |  |  |       |  |  |                          |  |  |                         |  |
|                           |                        | Duda                  | …                           |  |  |       |  |  |                          |  |  |                         |  |
|                           |                        | Duda                  | …                           |  |  |       |  |  |                          |  |  |                         |  |
| Adele d'Inghilterra       |                        | Duda                  |                             |  |  |       |  |  |                          |  |  |                         |  |
|                           | Baldovino V di Fiandra | Arnolfo II di Fiandra |                             |  |  |       |  |  |                          |  |  |                         |  |
|                           | Baldovino V di Fiandra | Arnolfo II di Fiandra |                             |  |  |       |  |  |                          |  |  |                         |  |
|                           | Baldovino V di Fiandra | Rozala d'Ivrea        |                             |  |  |       |  |  |                          |  |  |                         |  |
| Baldovino V di Fiandra    | Baldovino V di Fiandra |                       |                             |  |  |       |  |  |                          |  |  |                         |  |
|                           |                        | Ogiva di Lussemburgo  | Federico di Lussemburgo     |  |  |       |  |  |                          |  |  |                         |  |
|                           |                        | Ogiva di Lussemburgo  | Federico di Lussemburgo     |  |  |       |  |  |                          |  |  |                         |  |
|                           |                        | Ogiva di Lussemburgo  | Ermentrude (?)              |  |  |       |  |  |                          |  |  |                         |  |
| Matilde delle Fiandre     |                        | Ogiva di Lussemburgo  |                             |  |  |       |  |  |                          |  |  |                         |  |
|                           |                        | Roberto II di Francia | Ugo Capeto                  |  |  |       |  |  |                          |  |  |                         |  |
|                           |                        | Roberto II di Francia | Ugo Capeto                  |  |  |       |  |  |                          |  |  |                         |  |
|                           |                        | Roberto II di Francia | Adelaide d'Aquitania        |  |  |       |  |  |                          |  |  |                         |  |
| Adele di Francia          |                        | Roberto II di Francia |                             |  |  |       |  |  |                          |  |  |                         |  |
|                           |                        | Costanza d'Arles      | Guglielmo I di Provenza     |  |  |       |  |  |                          |  |  |                         |  |
|                           |                        | Costanza d'Arles      | Guglielmo I di Provenza     |  |  |       |  |  |                          |  |  |                         |  |
|                           |                        | Costanza d'Arles      | Adelaide d'Angiò            |  |  |       |  |  |                          |  |  |                         |  |
|                           |                        | Costanza d'Arles      |                             |  |  |       |  |  |                          |  |  |                         |  |

### Fonti primarie
- (LA) HISTORIA HIEROSOLYMITANAE EXPEDITIONIS..
- (LA) Matthæi Parisiensis, monachi Sancti Albani, Chronica majora, vol I..
- (LA) Matthæi Parisiensis, monachi Sancti Albani, Chronica majora, vol II..
- (LA) Obituaires de Sens Tome II..
- (LA) Cartulaire de l'abbaye de la Sainte-Trinité de Tiron, Tome I..
- (LA) Florentii Wigorniensis Monachi Chronicon, Tomus II Continuatio..
- (LA) vita ludovici grossi regis..
- (LA) Monumenta Germaniae Historica, Scriptores, tomus IX. URL consultato il 1º marzo 2020 (archiviato dall'url originale il 13 giugno 2018)..
- (LA) Monumenta Germaniae Historica, Scriptores, tomus XIII. URL consultato il 1º marzo 2020 (archiviato dall'url originale il 12 ottobre 2014)..
- (LA) Monumenta Germanica Historica, tomus XXIII. URL consultato il 1º marzo 2020 (archiviato dall'url originale il 29 maggio 2014)..
- (LA) Ordericus Vitalis, Historia Ecclesiastica, vol. II..
- (LA) Ordericus Vitalis, Historia Ecclesiastica, vol. unicum..
- (LA) ORDERICI VITALIS, ECCLESIASTICtE historije, LIBRI TREDECIM., TOMUS III (TXT)..
- (EN) Chronicle of the Kings of England: From the Earliest Period to the Reign, of king William's children..
- (LA) Historiæ Normannorum Scriptores Antiqui..

### Letteratura storiografica
- Louis Halphen, La Francia dell'XI secolo, cap. XXIV, vol. II (L'espansione islamica e la nascita dell'Europa feudale) della Storia del Mondo Medievale, 1999, pp. 770–806.
- William B. Stevenson, La prima crociata, cap. XX, vol. IV (La riforma della chiesa e la lotta fra papi e imperatori) in: Storia del Mondo Medievale, 1999, pp. 718–756.
- William John Corbett, L'evoluzione del ducato di Normandia e la conquista normanna dell'Inghilterra, cap. I, vol. VI (Declino dell'impero e del papato e sviluppo degli stati nazionali) in: Storia del Mondo Medievale, 1999, pp. 5–55.
- William John Corbett, Inghilterra, 1087-1154, cap. II, vol. VI (Declino dell'impero e del papato e sviluppo degli stati nazionali) in: Storia del Mondo Medievale, 1999, pp. 56–98.